# مشاع شهید ذبیحی فر
مشاع شهید ذبیحی فر روستایی در دهستان ارسک بخش ارسک شهرستان بشرویه استان خراسان جنوبی ایران است.

## جمعیت
بر پایه سرشماری عمومی نفوس و مسکن در سال ۱۳۹۵ جمعیت این روستا ۱۷ نفر (۱۰خانوار) بوده‌است.